# Rob Miller
Rob Miller, conocido por su nombre artístico the Baron Rockin Von Aphid o simplemente the Baron o Aphid, es un músico inglés, espadero, periodista y anteriormente, Sargento del Cuerpo de Entrenamiento Aéreo. Comenzó su carrera musical en el año 1978, siendo mayormente conocido por ser el vocalista y bajista de la banda pionera de crust punk Amebix. también forma parte del supergrupo internacional Tau Cross.

## Biografía

### Primeros años
Miller creció cerca de Tavistock, Devon con su hermano mayor Chris. Su padre fue un armero, descendiente de mercenarios escoceses quienes lucharon por la realiza en Suecia y Noruega. Pasó su infancia jugando con subfusiles y pistolas de llave de chispa.

### Amebix: 1978–1987
Miller fue dado de baja involuntariamente de la fuerza aérea en 1978, debido a que se encontraba intoxicado en horas de servicio mientras permanecía en los Países Bajos. Ese mismo año, Chris Miller regreso a Devon desde Jersey, con la idea de formar una banda. Esto los llevó a formar la banda inicialmente llamada the Band with No Name, con Rob Miller en la voz, Chris Miller en la guitarra, Clive Barnes en el bajo y Andy Hoare en la batería. En 1979, la banda cambió su nombre a Amebix y grabaron un demo de seis canciones. Poco después, cuando Miller fue enviado como periodista a cubrir un evento en vivo de la banda anarcopunk Crass en el Abbey Hall de Plymouth, le mostró el demo a la banda, quienes posteriormente incluirían la canción University Challenged en su álbum recopilatorio Bullshit Detector. En 1981, Miller y Amebix cambiaron su residencia a Peter Tavy y comenzaron a vivir con el baterista Martin Baker en Glebe House, un lugar que originalmente era un cementerio sajón. Después de la salida de Baker, la banda se mudó a Gunnislake en Cornualles para vivir con el nuevo teclista de la banda, Norman Butler. Posteriormente, se fueron a vivir a Bristol en una okupa con otras bandas de punk tales como Disorder y Chaos UK. Lanzaron su EP debut Who's the Enemy el 28 de agosto de 1982 con el sello discográfico Spiderleg Records, con quienes trabajaron durante el breve periodo en que vivieron con Crass. El EP alcanzó la posición No.33 en la lista de Sencillos y álbumes independientes del Reino Unido. El 26 de noviembre de 1983 lanzaron el EP No Sanctuary, el cual alcanzó el top 10 de las listas británicas de música independiente, llamando la atención del líder de Dead Kennedys, Jello Biafra, quien les propuso firmar un contrato con su sello discográfico Alternative Tentacles. Gracias a esto pudieron encabezar una gira por Europa. Mientras estaban en Bolonia, Italia, Miller y los demás integrantes de Amebix fueron arrestados por vandalismo. Alternative Tentacles lanzó el álbum debut de la banda Arise! el 14 de septiembre de 1985, el cual alcanzó la posición No.3 en la lista de Música Independiente del Reino Unido. Poco después se mudaron en Bath, Somerset, donde ya no habitaron ninguna okupa. En In 1987 lanzaron su segundo álbum Amebix a través de Heavy Metal Records. Sin embargo, pronto atravesaron por una etapa de bloqueo artístico, lo que causó su separación en 1987.

### Inicios como espadero: 1988–2007
Después de la disolución de Amebix, Miller y su novia Jen rompieron su relación, dejándolo sin posibilidad de tener contacto con su hijo. Poco después, se vio involucrado en un accidente de motocicleta quedando el con un brazo roto y destruidas las únicas ropas que tenía. Mientras trabajaba en un hotel, Miller conoció a un hombre cuyas ideas sobre mitología describiría como "muy abstractas", el cual lo impulsó a emprender una carrera como espadero. En 1991 se fue a vivir a la Isla de Skye, donde diseñó su primera espada para un residente del lugar.

### Sonic Mass: 2008–2012
En 2008 Miller reformó Amebix junto a su hermano, integrando a Roy Mayorga en la batería. El 23 de septiembre de 2011 lanzaron su tercer álbum de estudio titulado Sonic Mass, separándose definitivamente en noviembre de 2012.

### Tau Cross: 2013–present
En el año 2013, Miller fomró la banda Tau Cross. El 15 de mayo de 2015 lanzaron su álbum debut homónimo con el sello Relapse Records. El 21 de julio de 2017 lanaron su segundo álbum titulado Pillar of Fire. En julio de 2019, el contrato que tenían con Relapse Records fue repentinamente cancelado, después de descubrir que Miller había dedicado en el folleto de su nuevo álbum unas líneas agradeciendo al prominente negacionista del Holocausto Gerard Menuhin por ser una inspiración para el mismo. El álbum titulado Messengers of Deception no vio la luz oficialmente. La disquera destruyó todo el material producido, aunque todavía quedaron algunas copias en circulación. El resto de los integrantes se fueron distanciando poco a poco, debido a la postura de Miller en esos asuntos, lo que condujo a Miller a continuar con la banda sin ninguno de los miembros de ese entonces.

## Vida personal
Miller se identifica a sí mismo como gnóstico y cree que el universo es una ilusión creada por una poderos fuerza, la cual "no es consciente del hecho de que no es Dios mismo".
En el ámbito político, se define como anarquista, pero esta de acuerdo en el hecho de no imponer sobre otras personas sus propios ideales.
Entre sus influencias musicales, cita a las bandas Killing Joke y Black Sabbath.
Tiene un hijo llamado Richard con una expareja a finales de los 80's, fallecida en un accidente en el año 2009.

## Discografía
con Amebix
- Arise! (1985)
- Monolith (1987)
- Sonic Mass (2011)

con Tau Cross
- Tau Cross (2015)
- Pillar of Fire (2017)

Como invitado
- Panopticon - Collapse (Voz en la canción Beginning of the End - cover de Amebix) 2009
- The Meads of Asphodel - Sonderkommando (Voces adicionales) 2013
- Hellbastard - Feral (Voz en la canción "Wychcraft") 2015
- The Wolves of Avalon - Die Hard - Sencillo (Voz en Die Hard) 2015
- At the Gates - To Drink from the Night Itself (Voz en las canciones "Daggers of Black Haze" y "The Mirror Black") 2019